# Nationaux-démocrates

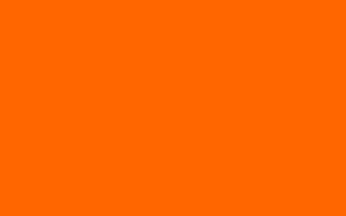
Drapeau des Nationaux-démocrates.

Les Nationaux-démocrates (en suédois : Nationaldemokraterna, abrégé en ND) sont un parti politique suédois nationaliste créé en 2001 et dissous en 2014.

## Histoire
Il fait partie des membres fondateurs de l'Alliance européenne des mouvements nationaux.
Lors de l'élection générale de 2002 le parti a reçu 0,17 % des votes, bien en dessous du seuil des 4 % nécessaires pour la représentation parlementaire. Lors de l'élection générale de 2006 le parti a reçu 0,06 % des votes, mais ils ont actuellement la représentation dans deux municipalités au sud de Stockholm. Lors de l'élection générale de 2010 le parti a reçu 0,02 % des votes.
Le 2 février 2008, le vieux logo du parti constitué d'une voile bleu et jaune a été remplacé par une plaquebière orange.

## Idéologie
L'idéologie du parti est décrite comme xénophobe et raciste bien que le parti a toujours démenti ses accusations. Le parti est farouchement opposé à l'immigration extra-européenne et à la politique américaine.